# Rumpi Hills

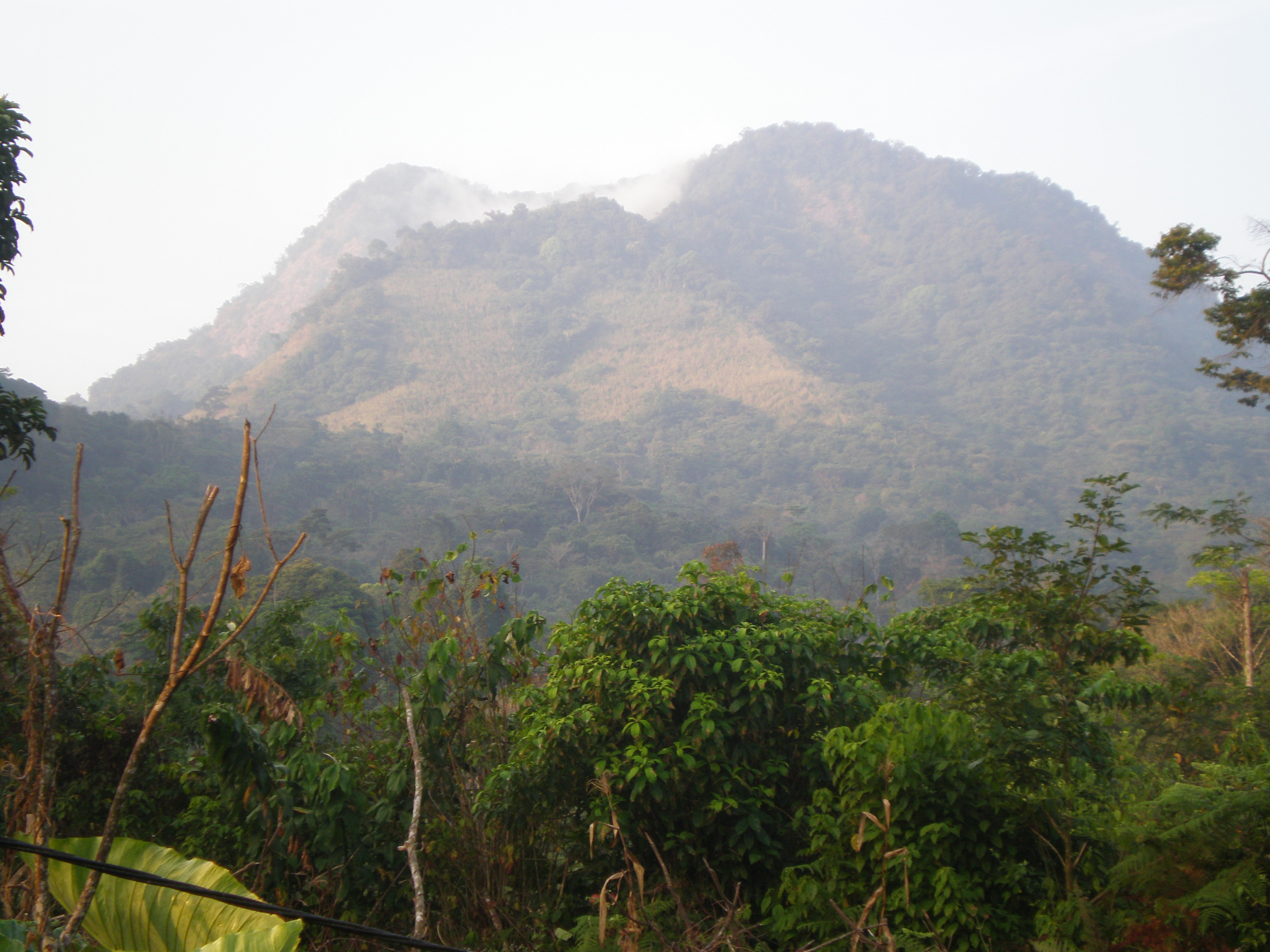
Pico del monte Rata

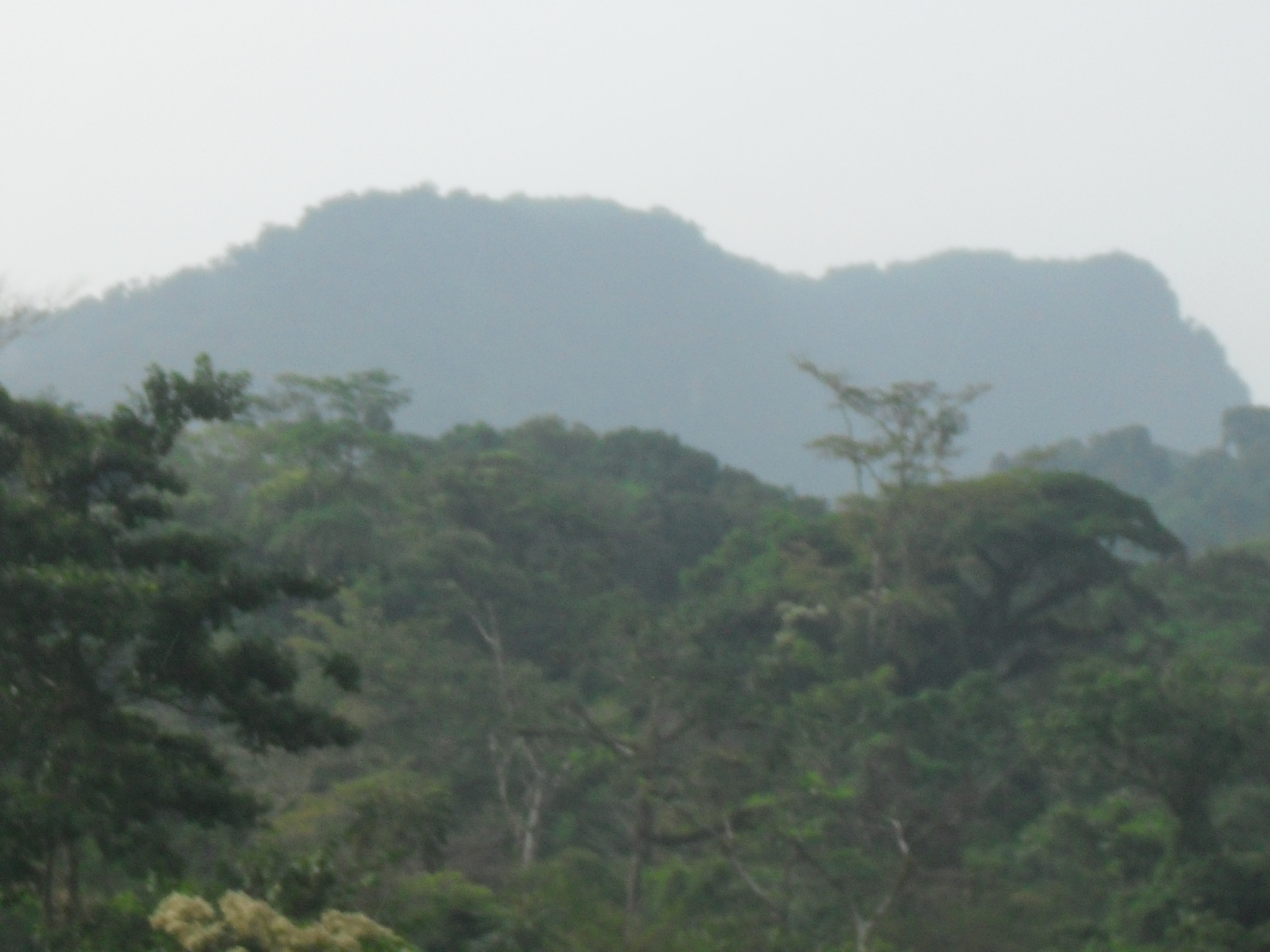
La montaña Rata (pico de las Rumpi Hills) vista desde Mofako Balue, Ndian división de Camerún.

Rumpi Hills es una cadena montañosa ondulada cuyo pico más alto, el monte Rata, se encuentra a unos 1800 m de altitud y está situado entre los pueblos de Dikome Balue y Mofako Balue, en la división de Ndian, en la región suroeste de Camerún. Las montañas están situadas a 4°50′N 9°07′E, atravesando cuatro consejos locales, con las laderas orientales en Dikome Balue, las laderas meridionales en Ekondo Titi, las laderas occidentales en Mundemba y las laderas septentrionales en los consejos locales de Toko, respectivamente. Estas montañas se encuentran a unos 80 km al norte del monte Camerún, a unos 50 km al oeste de los montes Bakossi y a unos 15 km al sureste del Parque Nacional de Korup.
Rumpi Hills están cubiertas por más de 2300 km² de una combinación de bosques de media altitud, costeros perennes y septentrionales semiperennes más secos, así como otros tipos de vegetación. Unos 455 km² de dicho bosque forman lo que se conoce como la Reserva Forestal Rumpi Hills (RHFR). Situada en la zona forestal ecuatorial de Camerún, esta zona es muy rica en biodiversidad vegetal, desde hongos hasta angiospermas.
A pesar de esta biodiversidad vegetal, se producen variaciones en la distribución de los ecosistemas forestales en esta zona. Esta variación en la distribución de los ecosistemas forestales se debe al cambio del paisaje agrícola, especialmente a lo largo de las laderas del sur de estas colinas. Aparte de la palma aceitera (Elaeis guineensis), propiedad de la empresa agroindustrial Pamol Plantations PLC, y de las plantaciones de pequeños agricultores, existen otras especies arbóreas dominantes. Entre ellas se encuentran especies como: 
Chlorophora excelsa (Iroko), Rhizophora racemose, Drepanocarpus lunatus (mangle rojo), Dracaenea buenea (planta de la paz),  Nypa fruticans (Nypa palm), Entandrophragma cylindricum prague (Sapele),  Lophira alata (Azobe),  Distemonanthus benthamianus Baill. (Movingui) y  Baillonella toxisperma (Moabi)
Otras especies incluyen: Eucalyptus camaldulensis, Cola nitida (Kola), Prunus africana (Cereza africana) y Khaya anthotheca (Caoba de África oriental).
Así como especies forestales no maderables como: Raphia spp (Rafia) | Laccosperma spp (Ratán) de los bordes de la costa del Océano Atlántico.
Además, muchas especies de mamíferos, aves, reptiles y anfibios tropicales de montaña, como: Mandrillus leucophaeus, Myosorex rumpii, (musaraña ratonera), Hystrix cristata (puercoespín crestado), Columba albinucha (paloma de nuca blanca), Malaconotus gladiator (alcaudón de pecho verde), Conraua robusta (rana escurridiza de Camerún) y Trichobatrachus robustus (rana peluda) están presentes.

## Clasificación de los bosques de las colinas Rumpi

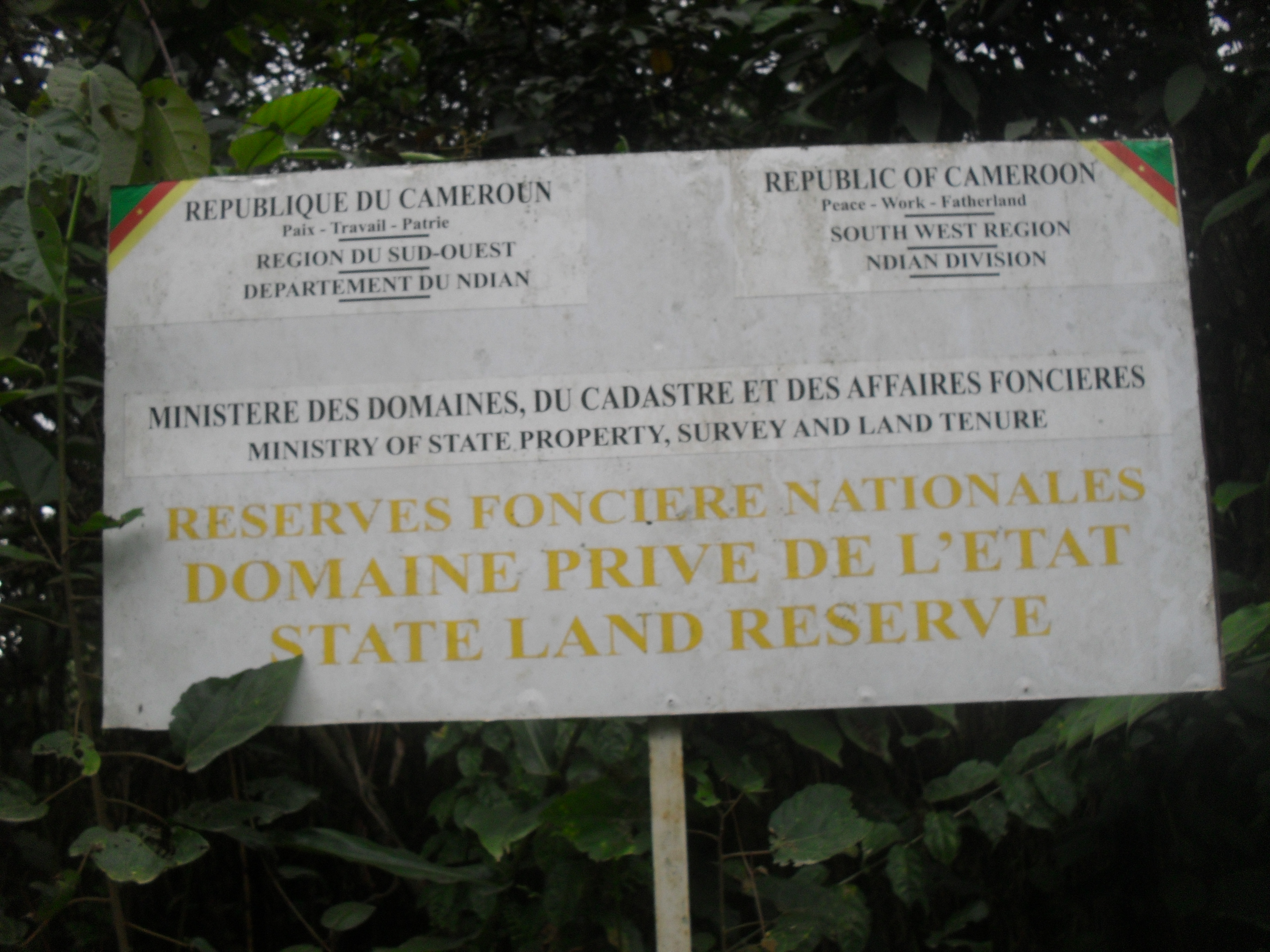
Poste de señalización de la reserva de las Rumpi Hills.

Los bosques de las Rumpi Hills forman parte de los bosques costeros de Cross-Sanaga-Bioko, que son una ecorregión de bosques tropicales húmedos de hoja ancha del centro-oeste de África. La ecorregión incluye las tierras bajas y los bosques costeros del sureste de Nigeria, el suroeste de Camerún y las tierras bajas de la isla de Bioko, que cubren aproximadamente 52 200 km². Los bosques atraviesan el río Cross de Nigeria hasta el río Sanaga de Camerún en el sureste y alrededor de 300 km de los bordes de la costa del Océano Atlántico.
White (1983) realizó una clasificación fitogeográfica de la vegetación de esta ecorregión de bosques de tierras bajas. Estos bosques de tierras bajas están situados en la zona de la Baja Guinea de la región guineo-congolesa de rica y endémica biodiversidad compuesta por especies animales y vegetales. Se trata principalmente de bosques pluviales costeros higrófilos siempre verdes que pueden contener otros bosques pluviales mixtos húmedos semipermanentes según el gradiente de elevación. En estos bosques, algunos árboles pueden alcanzar los 50 m de altura generalmente en diferentes niveles de vegetación (niveles de dosel de varios pisos). Las familias de plantas más comunes (en cuanto a densidad de especies y distribución) son Annonaceae, Leguminosae, Euphorbiaceae y Rubiaceae.
A pesar de tener vegetación mixta, estos bosques tienen plantas cesalpinioides como vegetación dominante, particularmente a lo largo de gradientes de elevación de 400 a 1800 m de elevación. En la mayoría de los casos, la estructura de la vegetación se vuelve escasa por encima de los 1800 m de altitud y contiene principalmente bosques de bambúes montanos, arbustos y pastizales. Predominan especies de plantas afromontanas como Prunus Africana y Nuxia congesta.
El monte Fako y la isla de Bioko están situados por encima de los 900 m de altitud y forman una ecorregión separada compuesta por los bosques montanos del monte Fako y la isla de Bioko. Estos bosques montanos se extienden hacia el interior hasta otros bosques de las tierras altas de Camerún y hacia la ecorregión de transición de los bosques de la Cruz del Níger, al oeste. Si nos adentramos más hacia el norte, el este y el sur, estos bosques costeros forman un mosaico con el bosque-sabana guineano, el bosque-sabana congoleño y los bosques costeros ecuatoriales del Atlántico (principalmente a lo largo del río Sanaga).
Llueve mucho a lo largo del año, lo que da lugar a un clima húmedo, especialmente con muchos ríos, como el Cross, el Sanaga, el Mungo, el Ndian, el Wouri y el Níger, que atraviesan el paisaje. Además de los ríos, la región alberga varios pequeños cráteres circulares, producidos por explosiones volcánicas que posteriormente han formado lagos de cráter, como el lago Barombi Mbo, Dissoni/Soden, Barombi Kotto, Benakuma, Nyos y Monoun. La naturaleza antigua y el aislamiento han provocado un alto nivel de endemismo en estos lagos, donde más del 75 % de las especies de peces y aproximadamente un tercio de los insectos acuáticos son endémicos. Por ejemplo, el lago Dissoni/Soden, un pequeño lago volcánico con una superficie estimada de 1,25 km², está situado en la ladera sureste de las Rumpi Hills. El lago desemboca en un arroyo que acaba desembocando en el río Meme Sólo hay tres especies de peces en el lago, todas ellas endémicas, entre las que se encuentra el Poeciliid (Procatopus lacustris), que podría estar relacionado con el Procatopus similis, más abundante en los ríos, arroyos y lagos de los alrededores. Un siluro no descrito (Clarias spp) y un barbo (Barbus spp), así como el camarón ático Caridina sodenensis, son especies endémicas de este lago.
La mayor parte de la región se encuentra en el escudo precámbrico africano que contiene principalmente rocas de basamento. A lo largo de los años, la erosión de estas rocas del sótano ha creado densas capas de suelos de tierra roja pobres y lixiviados. Mientras tanto, a lo largo de los bosques costeros atlánticos ecuatoriales, la continua deposición de arena, rocas y limo ha creado extensos bancos fangosos, manglares y playas de arena. El monte Fako y Bioko son volcanes activos y, por lo tanto, los suelos circundantes son ricos en cenizas volcánicas y lava y cenizas piroclásticas.